# Berthold Karwahne
Berthold Karwahne (n. 3 octombrie 1887, Kobierzyce⁠(d), Wrocław County⁠(d), Voievodatul Silezia Inferioară, Polonia – d. 14 noiembrie 1957, Obernkirchen, Republica Federală Germania, Germania) a fost un politician mai întâi comunist, apoi nazist din Germania.
De la mijlocul anilor 1920 a făcut parte din Partidul Comunist German (KPD) fiind și consilier municipal la Hanovra. În privința conflictelor interne din partid a făcut parte din gruparea de extrema stângă (grupul lui Iwan Katz). După ocuparea eșuată a clădirii redacției  ziarului comunist "Niedersächsische Arbeiterzeitung (Ziarul Muncitoresc din Saxonia Inferioară)" pe data de 11 ian. 1926  a fost exclus din partid. Oamenii lui Katz au format pe urmă împreună cu "Allgemeine Arbeiter-Union - Einheitsorganisation (Uniunea Generală a Muncitorilor - Organizația Unitară)", condusă de Franz Pfemfert, partidul "Spartakusbund linkskommunistischer Organisationen (Uniunea Spartakistă a organizațiilor comuniste de  stângă)". Numai cu două luni mai târziu, în ianuarie 1927, Karwahne a ieșit din această formație datorită lui Katz care n-a vrut să renunțe la mandatul lui parlamentar.
Puțin mai târziu Karwahne a aderat la Partidul Național Socialist German al Muncitorilor  (NSDAP), pentru care a activat din 1930 până-n 1945 ca deputat de Reichstag. Astfel a devenit cel mai important reprezentant al organizației  "Nationalsozialistische Betriebszellenorganisation (NSBO)" - celulele naziste din întreprinderile mari - din provincia Hanovra. Deasupră era membru al Landtag-ului din Hanovra (din 1929 până-n 1932 pentru sectorul electoral Nienburg-Hoya ca și în 1933 pentru sectorul electoral Hanovra-oraș).
După preluarea puterii de către partidul nazist a jucat un rol important privind administrarea fostei averi a sindicatului ca și în calitate de funcționar al "Deutsche Arbeitsfront (Frontul German al Muncii)".
Printre personajele importante ale statului nazist Karwahne  a fost singurul cu un bogat trecut comunist.